# Barokk pajzs
A barokk pajzs változatos címertani pajzsforma a barokk korból. Gazdagon díszített és cifrázott fantáziapajzs.
Tágabb értelemben minden pajzsot barokk pajzsnak
nevezhetünk, mely ebből az időből származik. Elvileg a barokk pajzsokat későbbi korokban is használhatták, de népszerűségük
mégsem volt olyan nagy mint egyes korábbi, egyszerűbb pajzsformáké.

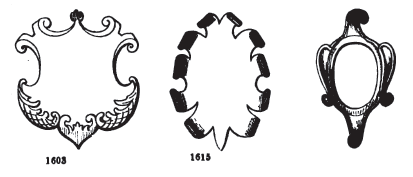
Barokk pajzsok

Névváltozatok: német paizs (Nagy Iván II. 114.), czifra paizs, amazon paizs [pelta, pelte], barokkrámás paizs, barokkrámába foglalt czímer (Bárczay 52.)     
fr: cartouche, écu cartouché, de: barocke Schilde, verschnörkelter Schild, ausgeschweifter und an den Ecken umgestellter ausgebogener Schild, Kartusch, la: scutum margine varie inflexo, scutum valutatum 

Rövidítések:
Mivel a barokk már a holt heraldika korára esik, számos olyan új pajzsforma jött létre, mint az ovális, a barokk rámával
ellátott, a kerek stb., melyeket sohasem használtak a csatában. Az ilyen pajzsok ezért pusztán díszpajzsok voltak, nem a
védőfelszerelés részei. A 16. század vége még a címerművészet virágkorára esik és a teret nyerő barokk jegyében bizonyos
művészi értékkel rendelkező pajzsok is létrejöttek, ezt követően azonban a címeradományok gyakran nemcsak a
pajzsformájuk, hanem a címer jelképrendszere miatt is alacsony szinten álltak. Mivel a valóságban a barokk pajzsok nem
léteztek, egyes heraldikusok antiheraldikusnak tartották, ezért visszautasították a használatát. Mint kordokumentumoknak
inkább kultúrtörténeti jelentőségük van.